# Вооружённые силы Перу

Военный флаг Перу

Вооружённые силы Перу (исп. Fuerzas Armadas de Perú) — совокупность войск Республики Перу, предназначенная для защиты свободы, независимости и территориальной целостности государства. Состоят из сухопутных войск, военно-морских сил и военно-воздушных сил.

## История
Вооружённые отряды были созданы в ходе войны за независимость испанских колоний в Южной Америке (которая приняла характер затяжной гражданской войны между сторонниками независимости и испанскими роялистами) и переформированы в регулярную армию после провозглашения независимости страны.
В тихоокеанской войне 1879—1883 Перу потерпело поражение.
В 1905 году был принят закон о комплектовании войск на основе всеобщей военной обязанности, но и в 1910 году общая численность вооружённых сил мирного времени была небольшой - всего 5 тыс. человек (семь батальонов пехоты, 7 эскадронов кавалерии, три дивизиона артиллерии с 75-мм пушками, а также тыловые и вспомогательные учреждения - штаб, два военных училища, военный арсенал, интендантство, санитарное управление, ветеринарное управление и др.); в военное время предусматривалось объявление мобилизации и увеличение численности до 100 тыс. человек.
В первой мировой войне 1914-1918 гг. Перу не участвовало, но разрушение сложившихся торгово-экономических связей осложнило положение в стране. В 1918—1919 гг. в стране происходили забастовки горняков, текстильщиков, портовых рабочих, перераставшие иногда в вооруженные столкновения с правительственными войсками. В этих условиях финансист А. Легия совершил военный переворот и установил режим личной диктатуры (1919—1930).
В результате войны с Эквадором в 1941—1942 гг. Перу закрепило за собой большую часть спорной территории в бассейне Амазонки.
В сентябре 1947 года в Рио-де-Жанейро был подписан Межамериканский договор о взаимной помощи.
В 1965 году в стране возникло партизанское движение, но вскоре оно было подавлено.
По состоянию на начало 1973 года общая численность вооружённых сил составляла свыше 54 тыс. человек.
- Сухопутные войска насчитывали свыше 39 тыс. человек и состояли из 9 бригад, нескольких отдельных батальонов, а также частей и подразделений инженерных и других специальных войск[2].
- ВВС насчитывали около 7 тыс. человек и свыше 200 (в том числе свыше 100 боевых) самолётов, сведённых в авиагруппы[2].
- ВМС насчитывали около 8 тыс. человек и свыше 40 боевых кораблей (в том числе, 4 дизельные подводные лодки, 3 крейсера, 5 эсминцев, 2 корвета и др.)[2]
- Также имелись военизированные формирования, не входившие в состав вооружённых сил (подразделения республиканской и гражданской гвардии общей численностью 22 тыс. человек)[2].

К началу 1977 года общая численность вооружённых сил составляла 63 тыс. человек (из них 46 тыс. в составе сухопутных войск, 9 тыс. в ВВС и 8 тыс. в ВМФ).
В 1977 году военнослужащие-спортсмены вооружённых сил Перу участвовали в проходившей на Кубе 4-й летней спартакиаде СКДА.

## Современное состояние

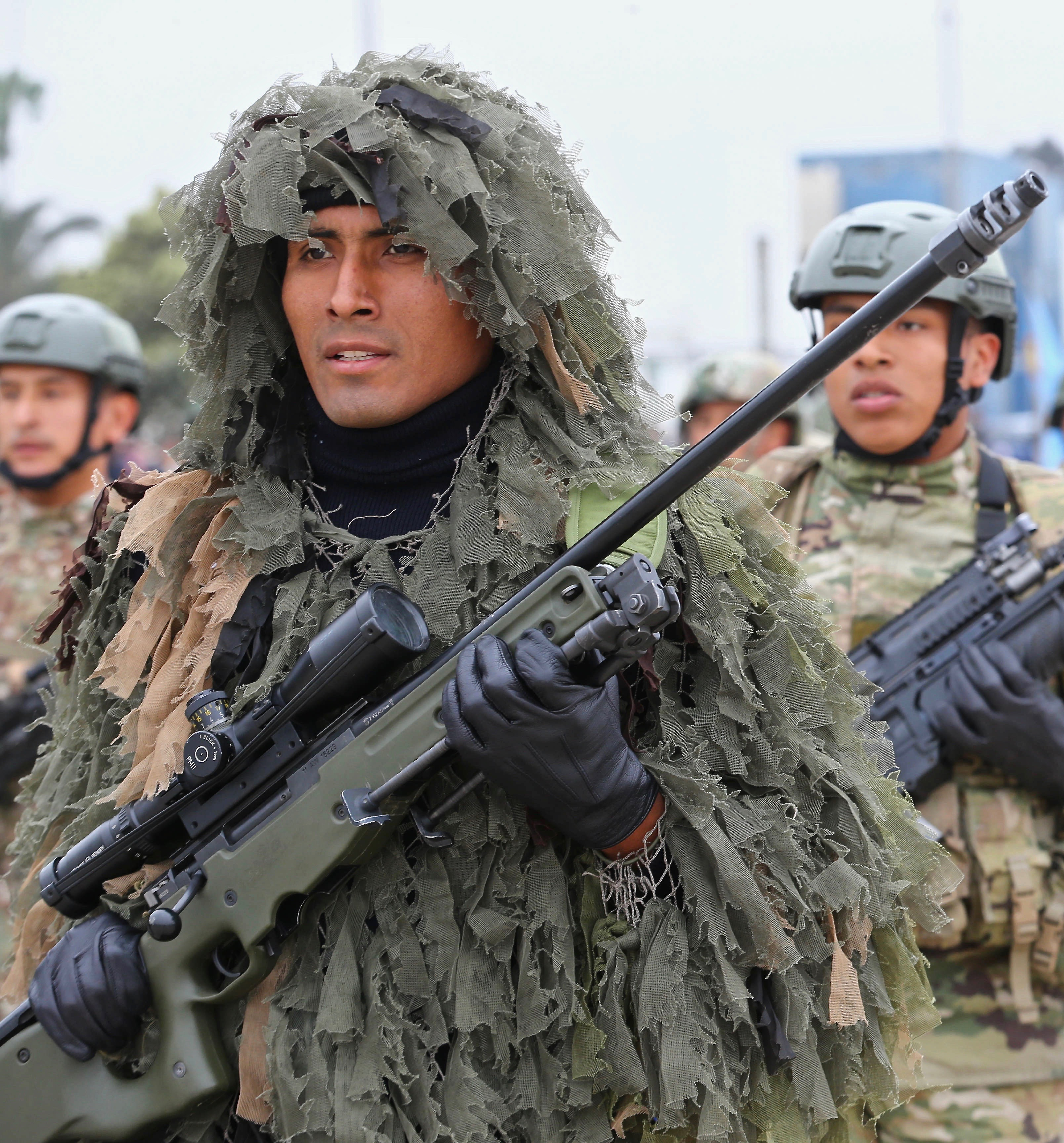
Снайпер Вооружённых сил Перу с винтовкой Accuracy International Arctic Warfare (июль 2017)

По состоянию на начало 2022 года общая численность вооружённых сил составляла 81 тыс. человек. Комплектование войск осуществлялось на добровольной основе.
- Сухопутные войска насчитывали 47,5 тыс. человек, 165 танков Т-55, 96 лёгких танков AMX-13; 295 бронетранспортёров (120 шт. M113A1, 150 шт. UR-416 и 25 шт. «Фиат-6616-G»), 95 бронемашин (30 шт. БРДМ-2, 15 шт. «Фиат-6616-H» и 50 шт. М9А1), одна бронированная ремонтно-эвакуационная машина M578, один мостоукладчик GQL-111, 1011 орудий полевой артиллерии (в т.ч., 12 шт. 155-мм самоходных гаубиц M109A2 и 290 шт. буксируемых гаубиц), 35 шт. 122-мм РСЗО (22 шт. БМ-21 «Град» и 13 шт. «Тип 90B»), более 674 минометов (свыше 300 шт. 120-мм миномётов, а также 107-мм и 81-мм миномёты)[6].
- ВВС насчитывали 9,5 тыс. человек, 31 реактивный истребитель, 19 штурмовиков, 5 самолётов-разведчиков, 37 транспортных самолётов, 73 учебных самолёта, 18 боевых вертолётов, 19 многоцелевых вертолётов, 23 транспортных вертолёта и 4 лёгких учебных вертолёта «Schweizer 300»[6]

- кроме того, есть армейская авиация (17 транспортных и 4 учебных самолётов, 46 вертолётов) и морская авиация

- ВМС насчитывали 24 тыс. человек (из них - 4 тыс. в составе морской пехоты и 800 человек - в морской авиации), 6 подводных лодок, 7 фрегатов, 7 корветов, один десантный корабль, два танкодесантных судна, 6 речных патрульных катеров, 7 катеров на воздушной подушке, 26 вспомогательных кораблей и судов и др.[6]
- также имелись военизированные формирования, не входившие в состав вооружённых сил общей численностью 78 тыс. человек:[6]

- береговая охрана (1 тыс. человек, один сторожевой катер, 8 патрульных катеров, одно гидрографическое судно и три транспортных самолёта)
- спецподразделения в составе национальной полиции (77 тыс. человек, 120 бронетранспортёров, один транспортный самолёт Ан-32 и один вертолёт Ми-17).